# Chiesa degli Eremitani
La chiesa dei Santi Filippo e Giacomo, conosciuta come chiesa degli Eremitani o semplicemente gli Eremitani è un luogo di culto cattolico medievale che si innalza in piazza Eremitani a Padova.
Titolata ai santi Filippo e Giacomo il Minore, fu costruita a partire dal 1264 come chiesa dell'Ordine degli eremitani di sant'Agostino che avevano a settentrione della chiesa il loro grande convento oggi occupato dai Musei civici agli Eremitani. L'ordine agostiniano resse la chiesa sino al 1806. Oggi la chiesa gode di titolo parrocchiale ed è retta dal clero secolare della diocesi di Padova. Secondo la tradizione la costruzione fu compiuta sotto la guida di fra' Giovanni degli Eremitani. L'edificio, straordinario esempio dello stile "classicheggiante" che si sviluppò nella Padova di età comunale, conserva insigni opere d'arte, tra cui i primi lavori pittorici di Andrea Mantegna. Al suo interno riposano tra le altre le spoglie del cavalier Zanino da Peraga, Ilario Sanguinacci, Jacopo da Forlì, Paolo Veneto, l'umanista Marco Mantova Benavides, la nobile Vittoria Accoramboni, il medico e biologo Antonio Vallisneri, la cantante e compositrice Barbara Strozzi. La chiesa è stata colpita pesantemente da un bombardamento aereo anglo-americano nel 1944. Dal 2021 è inclusa dall'UNESCO tra i patrimoni dell'umanità nel sito dei cicli di affreschi del XIV secolo di Padova.

## Storia
A Padova sono attestate due congregazioni che andranno a costituire la Magna Unio degli agostiniani nel 1256, i guglielmiti stanziati in zona Santa Croce e i giamboniti, in città almeno dal 1242, che si insediarono nel sito dell'Arena fondando la casa di Santa Maria della Carità, nome iniziale del complesso agostiniano patavino. Poco si conosce delle primitive strutture di chiesa e convento. La chiesa attuale venne edificata a spese pubbliche dal 1276, come attesta lo Statuto comunale del 7 giugno 1276 e fu completata attorno al 1306 da fra' Giovanni degli Eremitani con la realizzazione del soffitto ligneo e della facciata, caratterizzata dalla pseudo-loggia con archi di pietra, che corre anche lungo il lato meridionale.

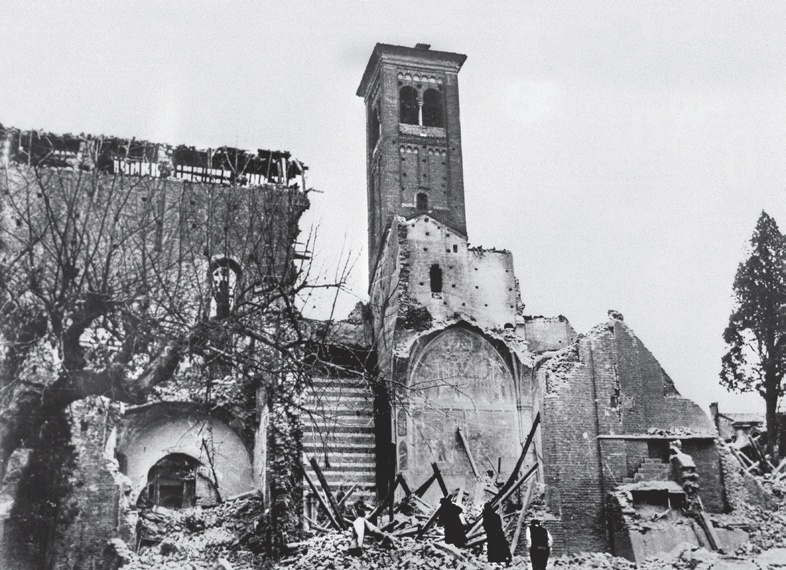
La chiesa dopo il bombardamento dell'11 marzo 1944.

A partire dal 1509 rettori e deputati della città vi convenivano ogni anno, il 17 luglio, giorno di santa Marina per celebrare la resistenza contro gli "Imperiali" durante la guerra della lega di Cambrai e, a partire dal 1571, anche per festeggiare la vittoria nella battaglia di Lepanto.
Qui fu accolto Enrico III di Valois in viaggio verso la Francia per cingervi la corona (1574) e successivamente qui veniva a pregare san Francesco di Sales, quando era studente universitario, dalla vicina via Zabarella dove risiedeva. Nel convento annesso soggiornò Martin Lutero di passaggio a Padova nel suo viaggio verso Roma.
I frati furono allontanati dalla loro casa col decreto di Soppressione napoleonica datato 28 giugno 1806. La chiesa venne riaperta al culto nel 1808 e il complesso claustrale convertito in caserma militare (caserma Gattamelata).
La chiesa lungo i secoli venne arricchita di decorazioni e oggetti d'arte, che in parte andarono perduti durante il bombardamento anglo americano. L'edificio religioso e l'ex convento furono gravemente danneggiati dall'incursione aerea dell'11 marzo 1944; i danni furono ingentissimi: furono in parte distrutte la facciata, il soffitto e la parte absidale e completamente le cappelle Dotto e Ovetari. Senz'altro la causa delle bombe della guerra è da rintracciare nell'uso militare dell'ex convento, oltre che dalla vicinanza alla stazione ferroviaria: la parte alta della facciata, il soffitto e la parte absidale distrutte, furono ricostruite nel dopoguerra seguendo l'originale utilizzando per lo più il materiale recuperato dalle macerie, rispettando la tecnica dell'anastilosi, nei lavori diretti da Ferdinando Forlati.

## Descrizione

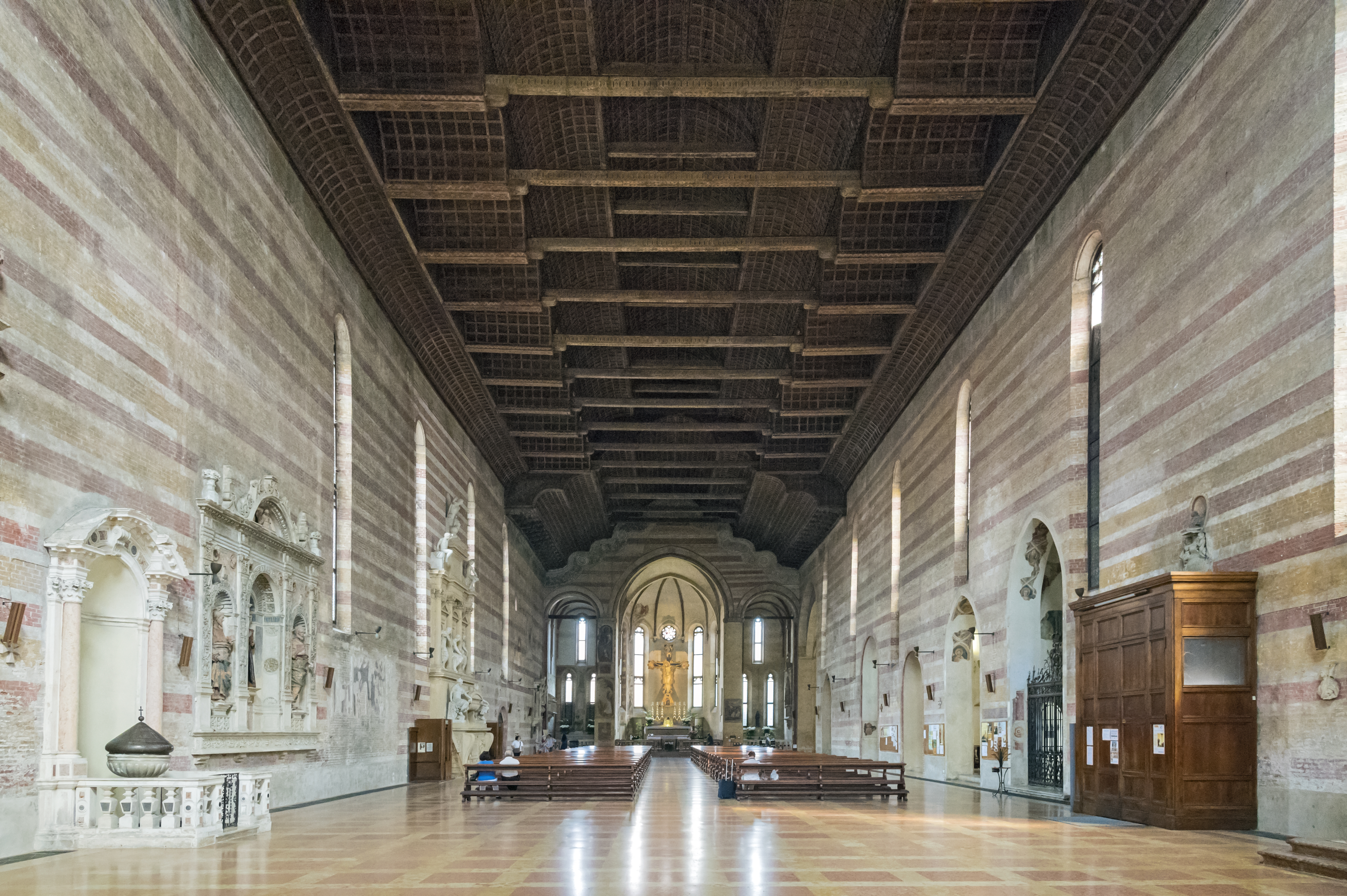
Interno

La chiesa mononavata della tipologia detta a granaio, è piuttosto allungata, termina in 3 absidi, le laterali a terminazione rettilinea, la centrale con chiusura a 5/10 (pentagonale), e ha una copertura lignea. La cappella laterale destra è affiancata dalla famosa cappella Ovetari. Sul lato destro, quello meridionale, si aprono quattro cappelle laterali.

### Esterno
La facciata a capanna è aperta in alto da un rosone, mentre la parte inferiore presenta uno pseudo loggiato in pietra a cinque arcate, in quella centrale vi è il portale d'ingresso, mentre nelle laterali degli avelli. Il portale laterale meridionale, di epoca rinascimentale, è decorato da dodici altorilievi che raffigurano i mesi, opera del fiorentino Niccolò Baroncelli e risalente al 1422.

### Interno
L'interno è costituito da una navata unica, con soffitto a carena di nave rifatto nel secondo dopoguerra seguendo il modello originale.
A destra e a sinistra dell'ingresso si conservano i due monumenti funebri di Ubertino e Jacopo II (talvolta detto anche Giacomo) da Carrara, qui trasportati dalla distrutta chiesa di Sant'Agostino all'inizio del XIX secolo: essi furono realizzati, rispettivamente, nel 1345 circa e nel 1351, dallo scultore veneziano Andriolo de Santi, da altri due artisti veneziani e dal lombardo Bonino da Campione a cui si sono attribuite le due "Madonne con il Bambino" nelle nicchie centrali dei sarcofagi.

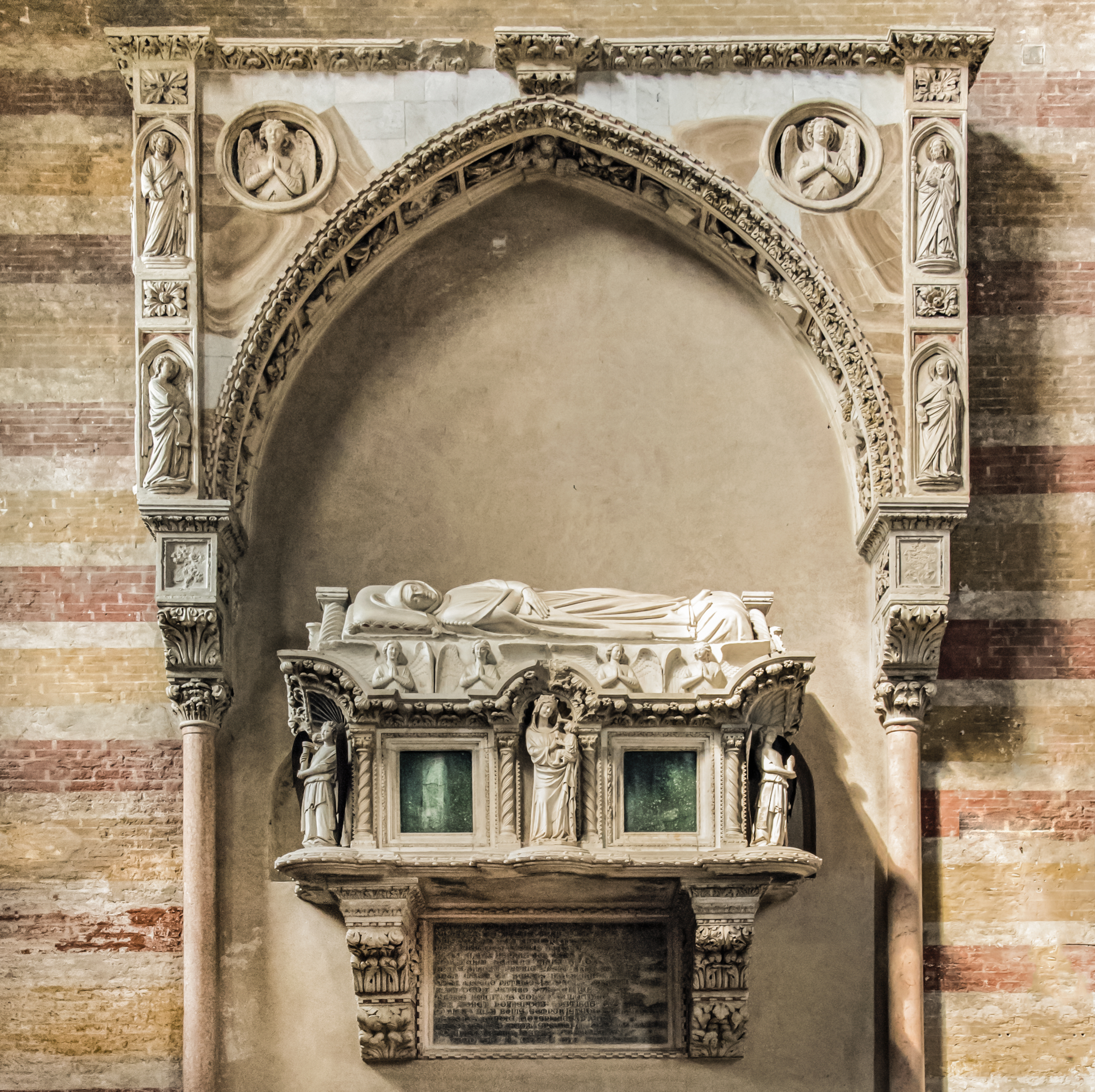
Tomba di Jacopo II da Carrara con epitaffio del Petrarca

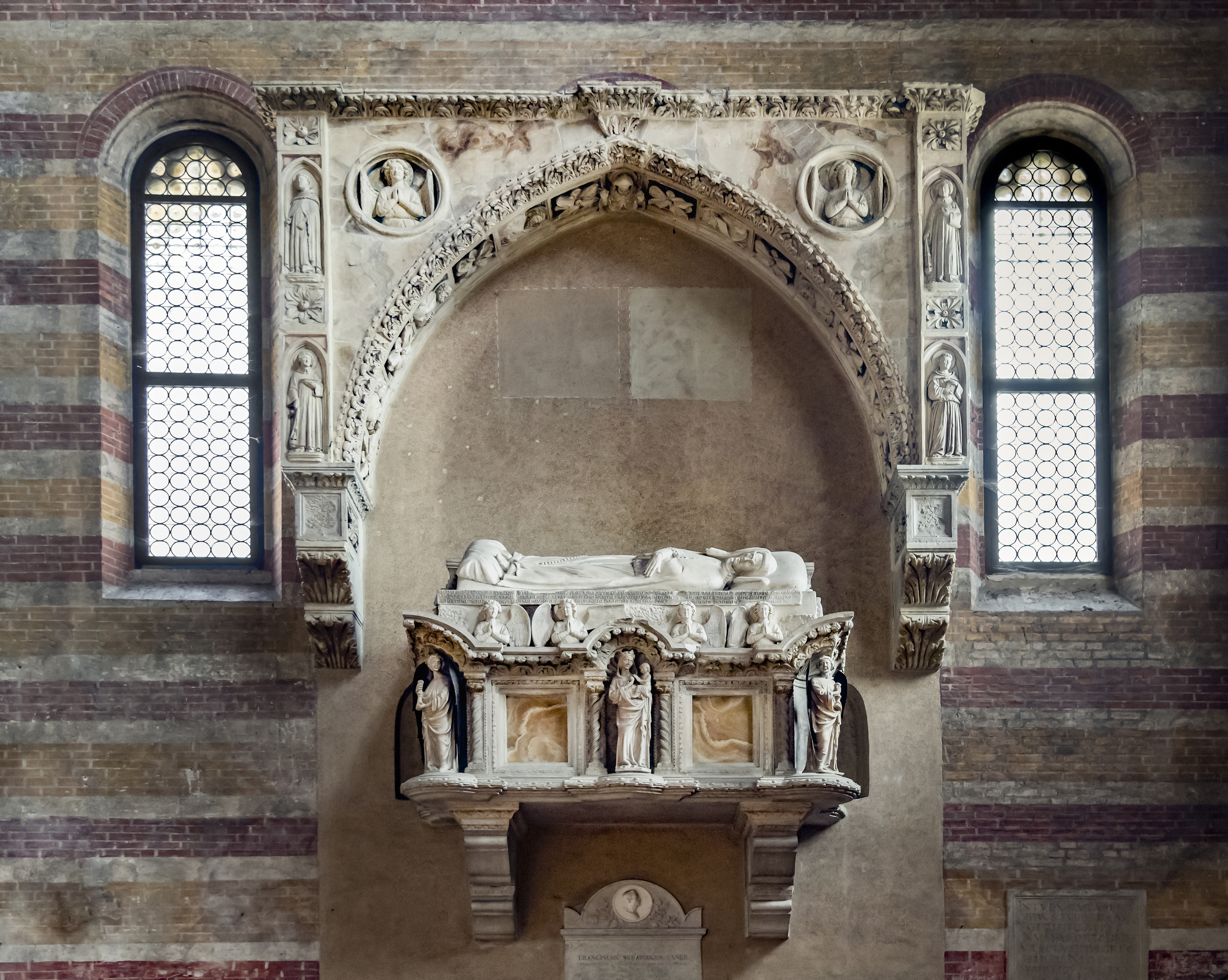
Tomba di Ubertino da Carrara

Nella chiesa venne sepolto Feltrino Gonzaga (†1374), signore di Novellara e Bagnolo.
Nella cappella della famiglia Cortellieri, situata sul lato destro della navata, sono visibili alcuni resti di un ciclo pittorico realizzato da Giusto de' Menabuoi attorno al 1370 raffigurante la Gloria di Sant'Agostino con le Virtù e con le Arti Liberali.
Sul lato sinistro della navata è conservato un antico orologio.
La cappella maggiore è decorata da un ciclo di affreschi di Guariento che dopo le distruzioni belliche ricopre solo la parete sinistra (settentrionale), con le Storie di san Filippo e sant'Agostino nei tre registri superiori e nello zoccolo  a monocromo le allegorie dei Pianeti e delle Età dell'uomo: chiaramente questa parte della decorazione è influenzata dai poco lontani affreschi di Giotto nella cappella degli Scrovegni. L'attività pittorica di Guariento nell'abside maggiore è da far risalire per via stilistica agli anni 1361-1365.
Le scene superstiti sono
1, 2. San Filippo costretto a sacrificare a Marte
3. Incontro di san Filippo con i vescovi
4. Martirio in croce di san Filippo
5. Visione di sant'Agostino
6. Vestizione di sant'Agostino e battesimo di Adeodato

### Affreschi di Guariento

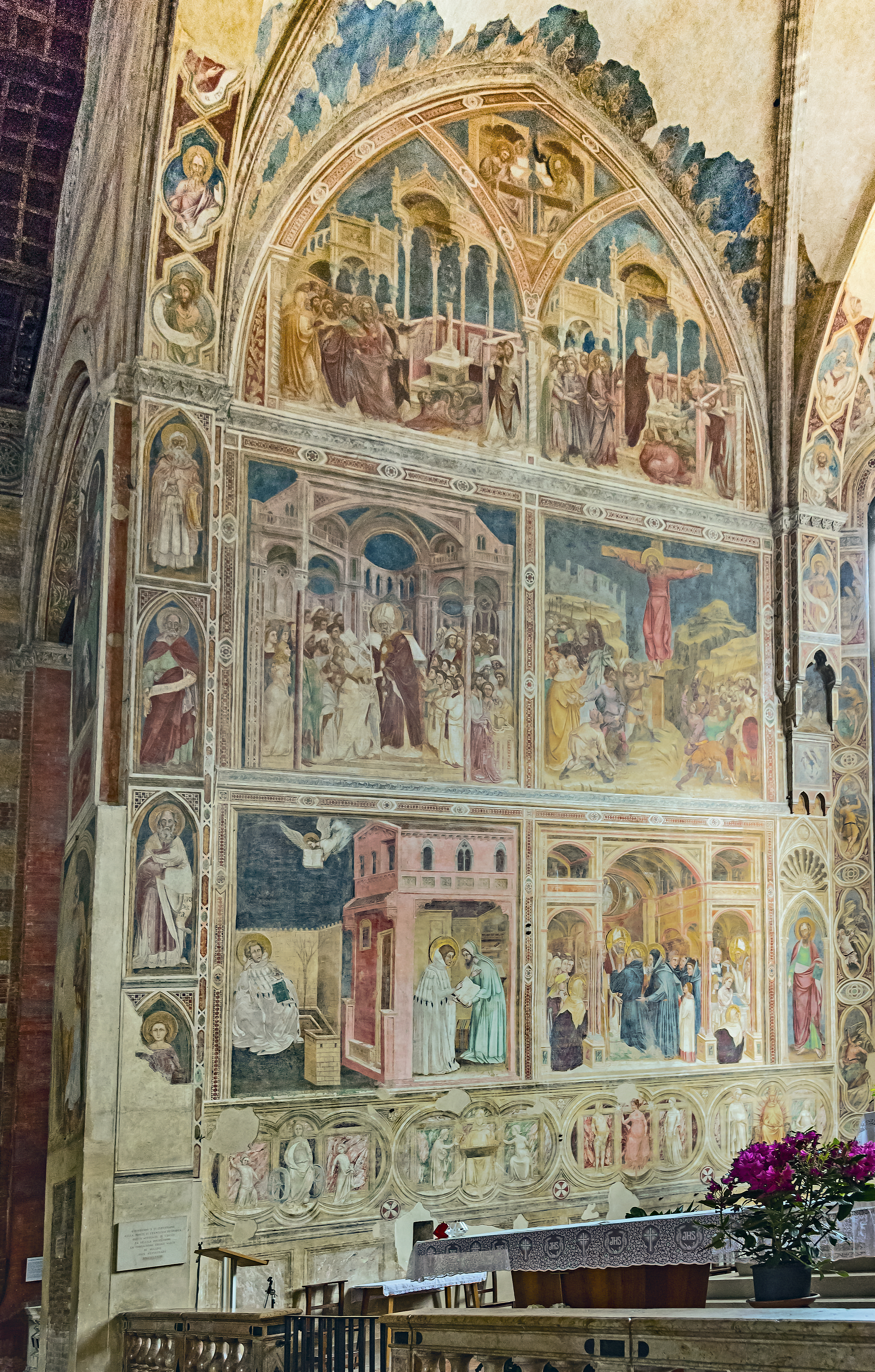
Affreschi di Guariento
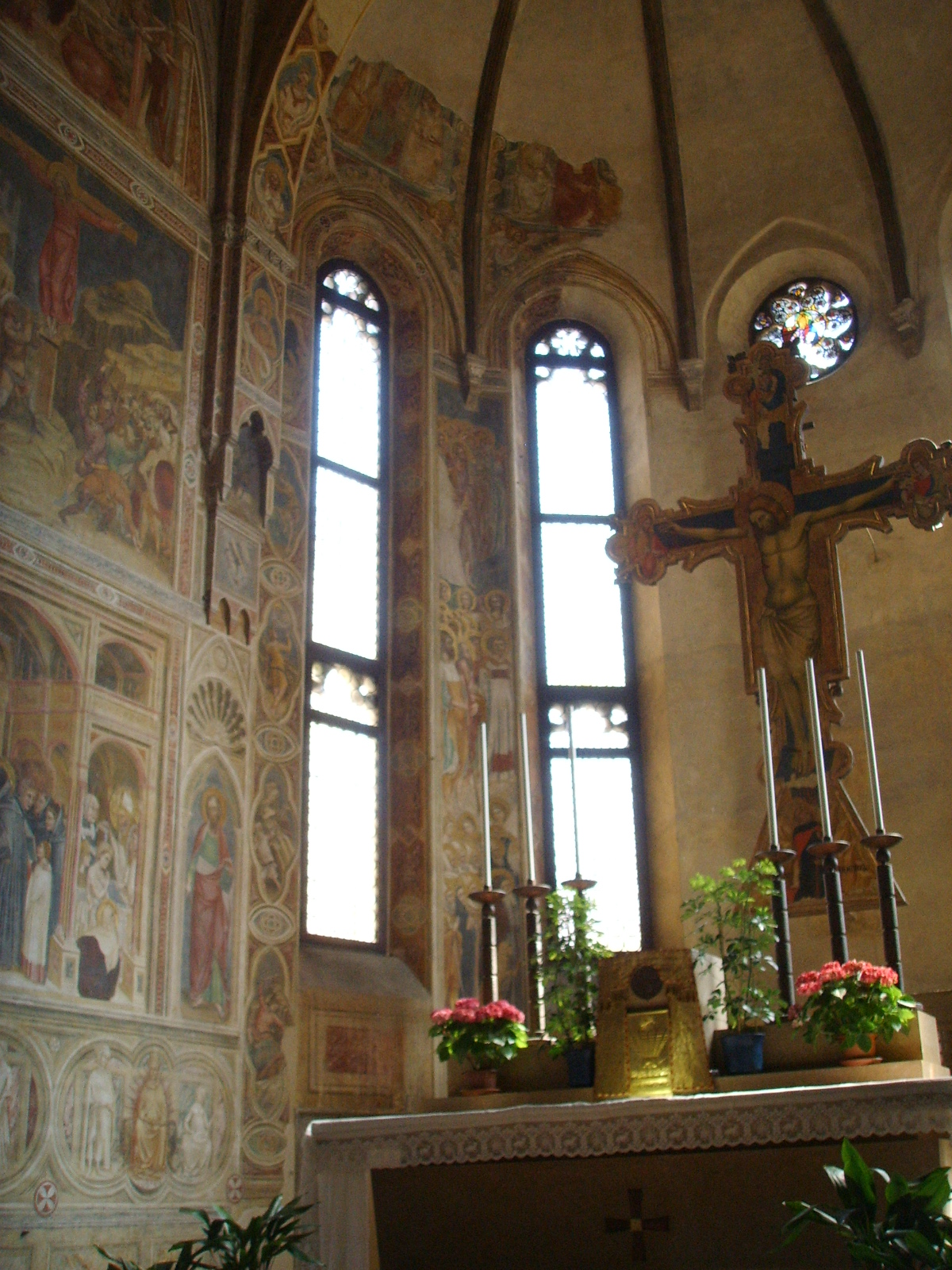
Affreschi di Guariento - dettaglio
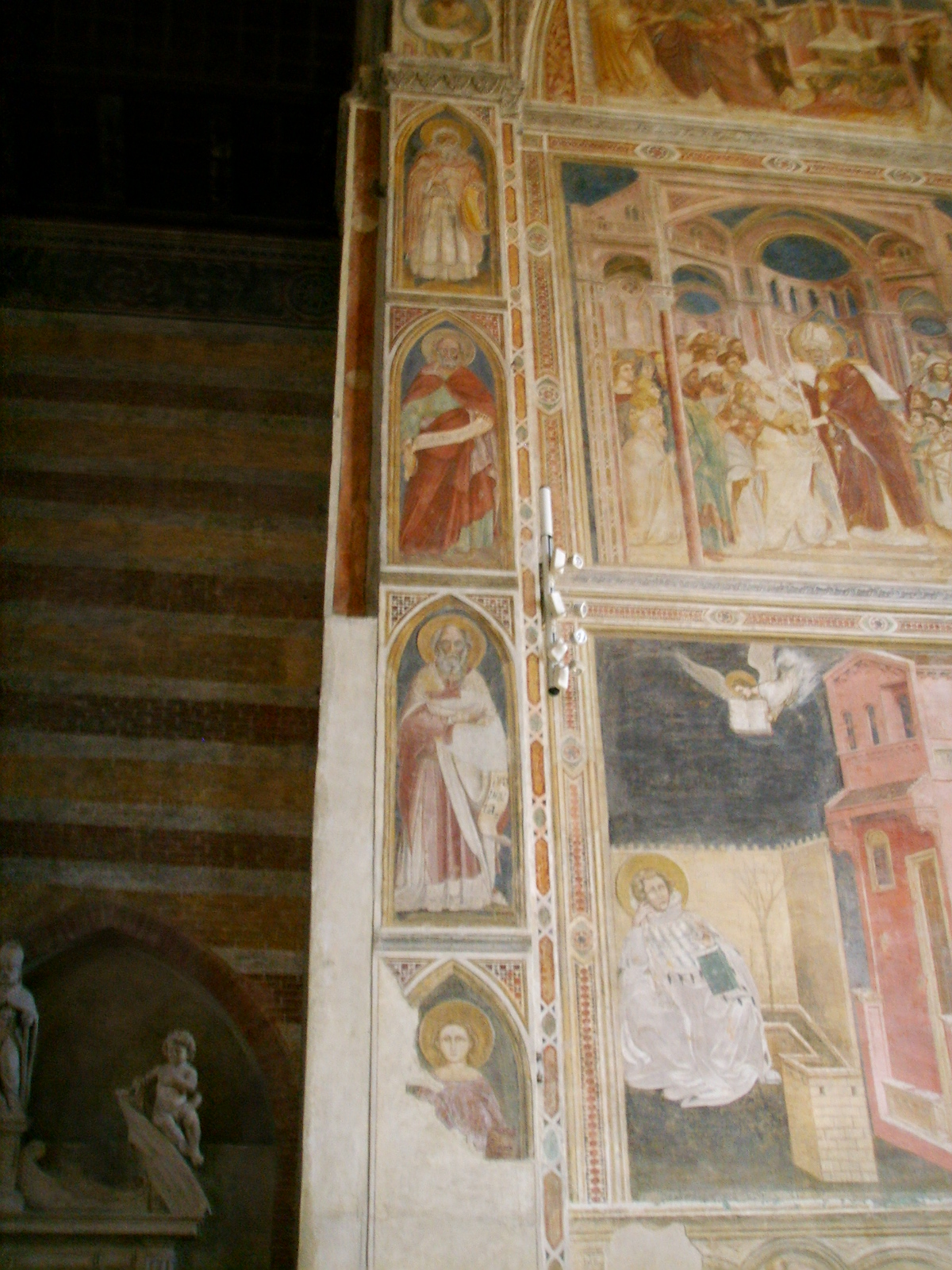
Affreschi di Guariento - dettaglio
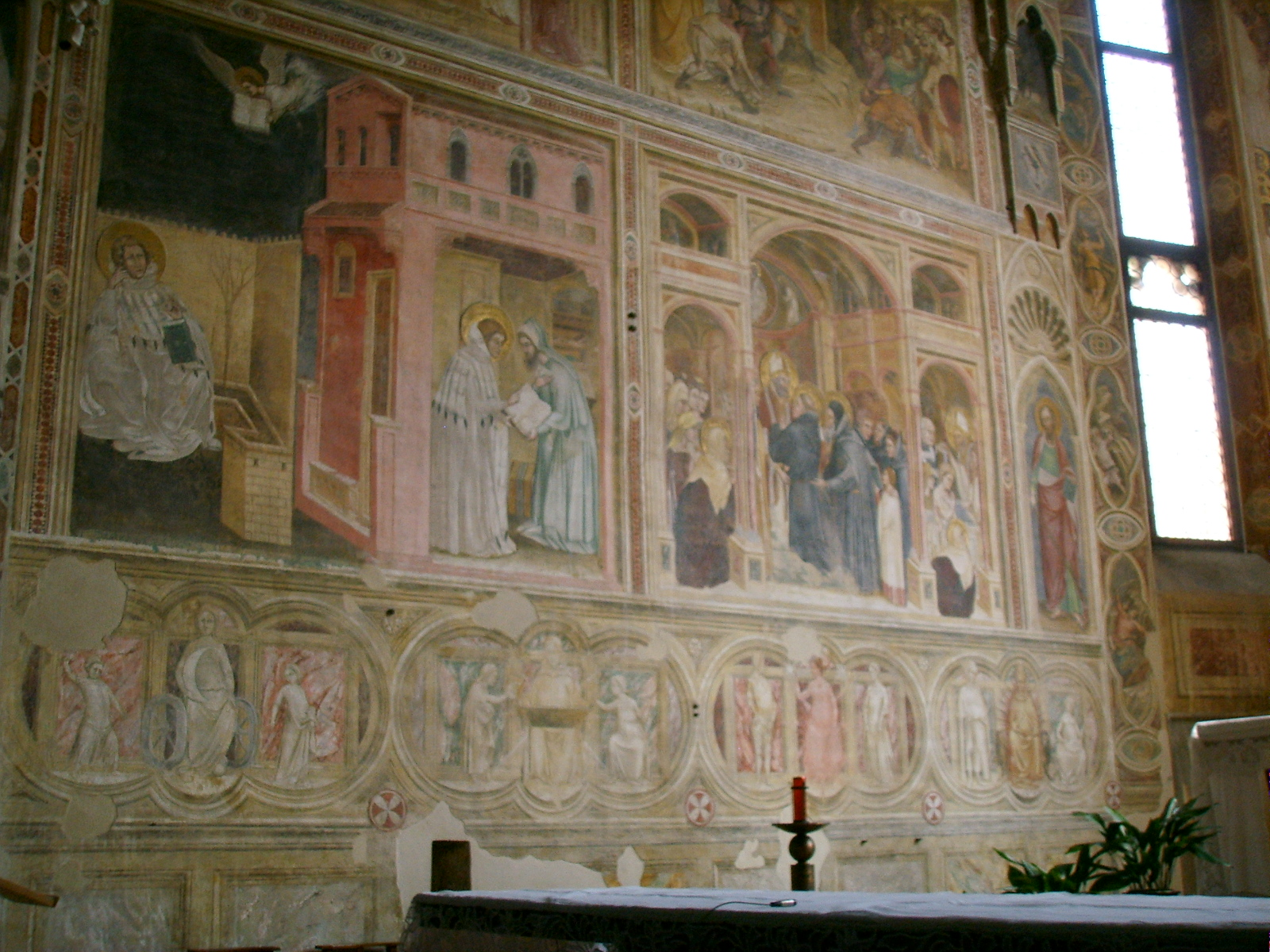
Affreschi di Guariento - dettaglio
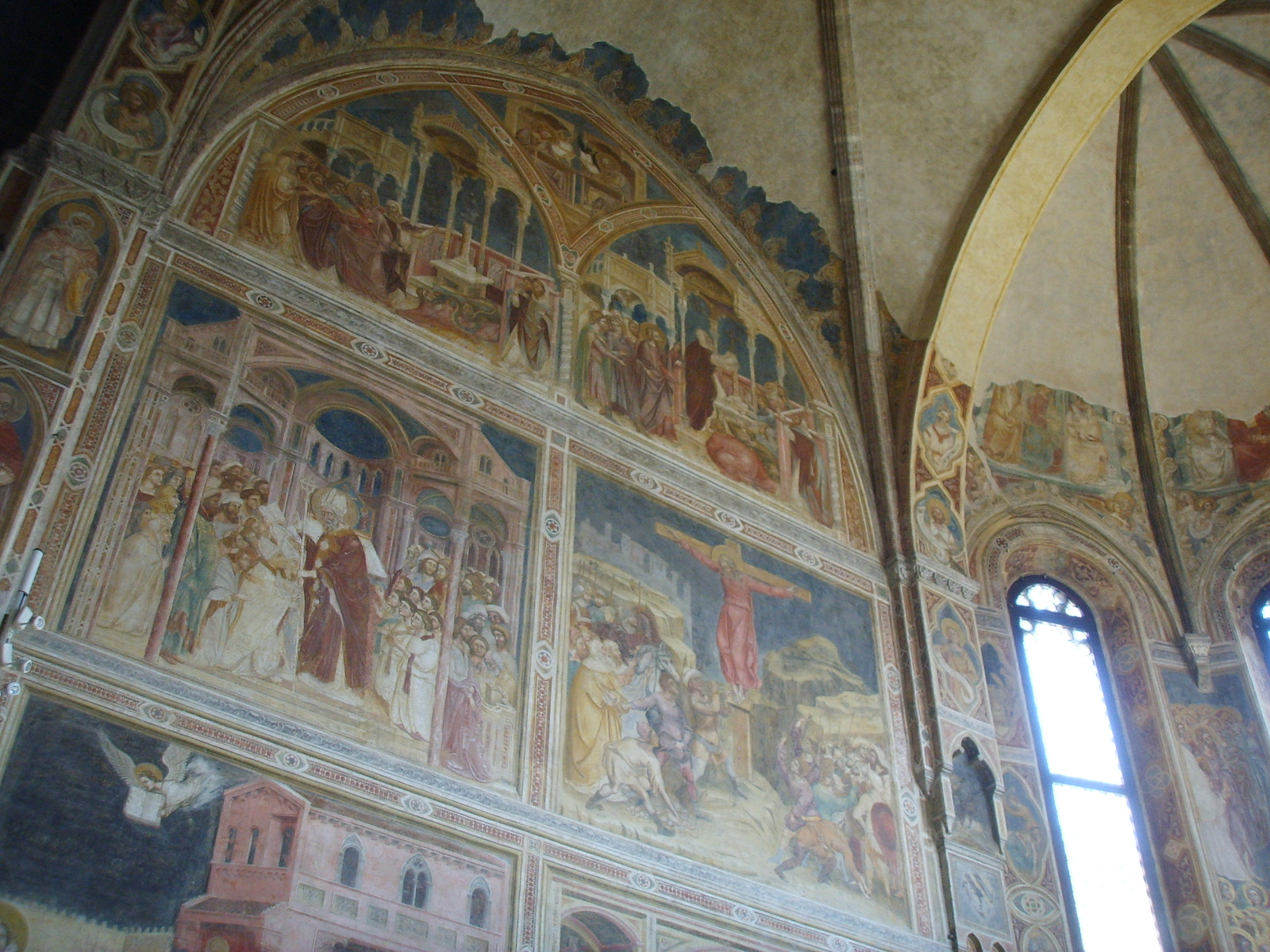
Affreschi di Guariento - dettaglio

Il crocifisso dietro l'altare maggiore è opera del veneziano Nicoletto Semitecolo (1367).

### Cappella Ovetari
A destra della cappella maggiore si trovano gli affreschi della Cappella Ovetari di Andrea Mantegna e altri pittori, come Ansuino da Forlì. Essi sono stati ricostruiti e riesposti al pubblico dal 2006, proprio a partire dall'importante frammento di Ansuino, dopo essere stati distrutti nel bombardamento del 1944.

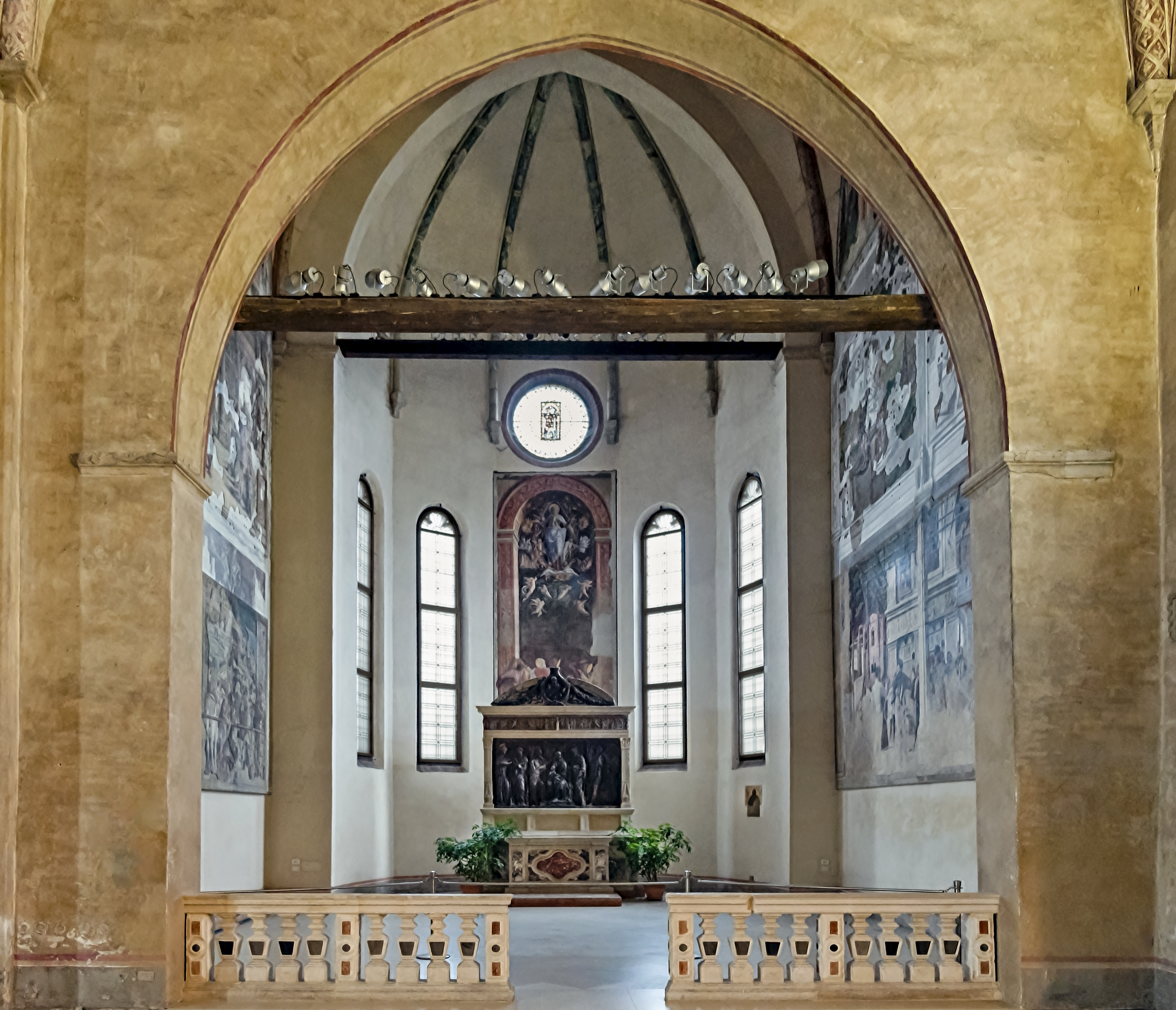
Cappella Ovetari
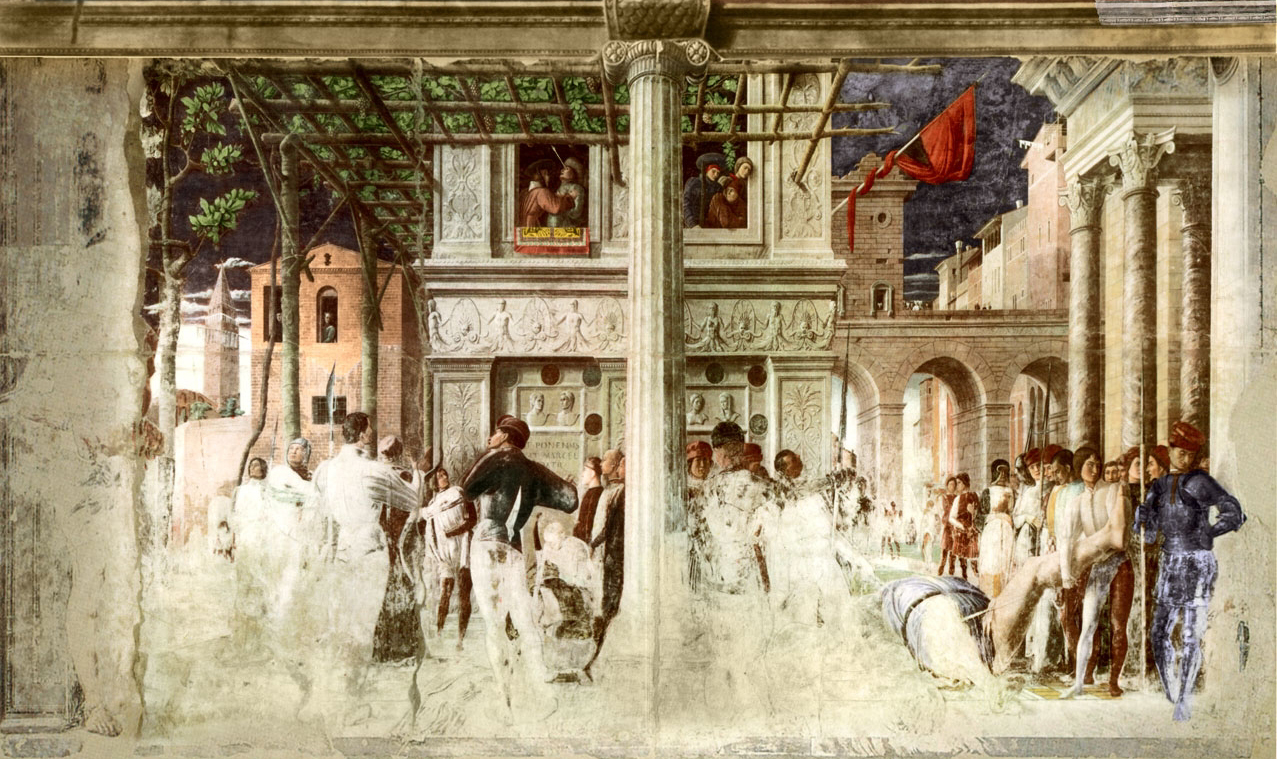
Mantegna, Martirio e trasporto di san Cristoforo
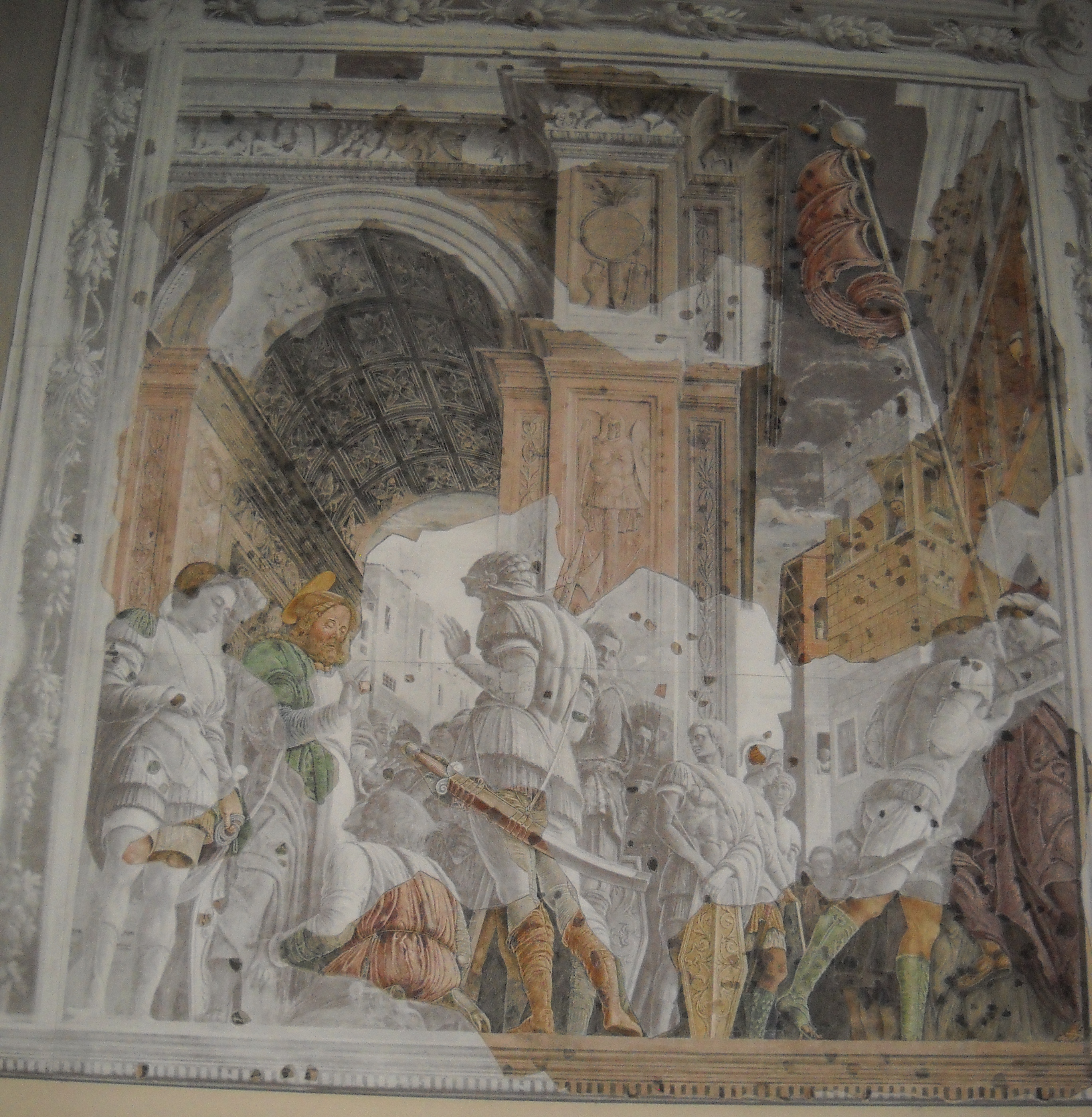
Cappella Ovetari. Miracolo di san Giacomo dopo il restauro.

### Cappella Dotto
Tra il presbiterio e la cappella Ovetari è posta la piccola cappella Dotto; sulla parete destra è posto il monumento funebre di Francesco Dotto.

### Cappella Sanguinacci
La cappella, dedicata ai santi Cosma e Damiano e posta alla sinistra dell'altar maggiore, è meglio conosciuta con il nome di Cappella Sanguinacci, dalla famiglia che ne ebbe il patronato.
Sulla parete di destra in alto vi è l'affresco con la Madonna e santi, opera del Maestro del Coro Scrovegni, risalente circa al quarto decennio del XIV secolo.
In basso si può vedere la Madonna in trono con santi ed un offerente, che potrebbe essere il nobile tedesco Enrico Spisser, a quel tempo al servizio dei Carraresi. L'affresco fu realizzato verso il 1373 probabilmente da Giusto de' Menabuoi.
Sulla parete di sinistra sono visibili i resti di un affresco votivo con emblemi araldici, in gran parte perduti per la collocazione del monumento funebre di Ilario Sanguinacci, condottiero e podestà di Bologna e Firenze, morto nel 1381.

### Sacrestia
Nella sacrestia nuova, ora cappella feriale, sono conservate alcune opere d'arte di pregio, tra le quali vanno elencate Cristo e la samaritana, Cristo e l'adultera, le Nozze di Cana e un David di Pietro Ricchi; san Giovanni Battista riassegnato recentemente a Guido Reni; Madonna con santi di Ludovico Fiumicelli; Madonna con Gesù Bambino di Altichiero da Zevio e la lastra tombale di Paolo Veneto, teologo.

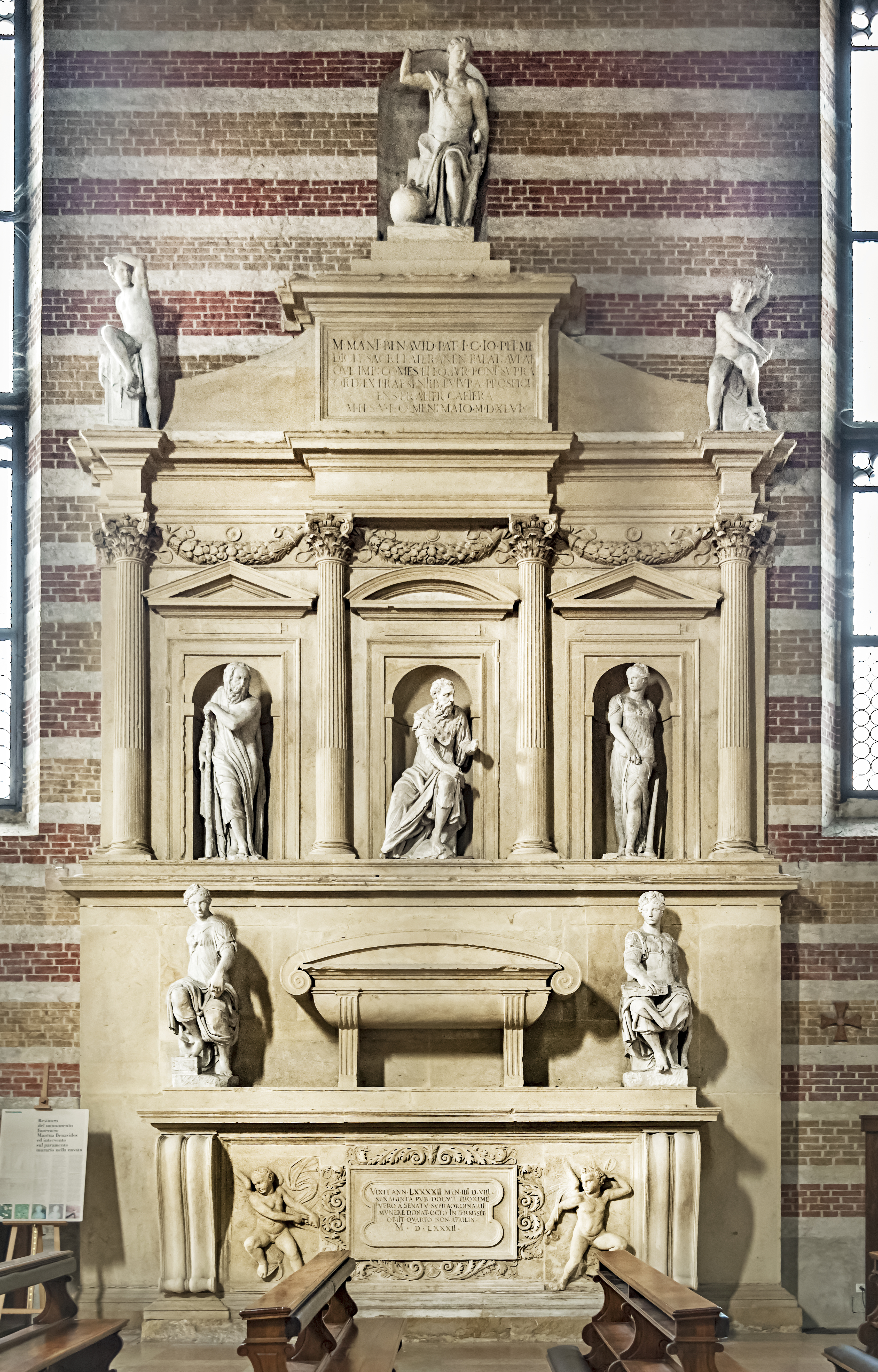
Mausoleo di Marco Mantua Bonavides opera di Bartolomeo Ammannati

### Parete sinistra
Alla parete sinistra, è questo grandioso mausoleo, fatto costruire dal dotto studioso e letterato Marco Mantua Benavides dopo il suo trasferimento da Mantova a Padova nel 1544, opera dello scultore fiorentino Bartolomeo Ammannati. Ai lati del sarcofago vi sono le due statue del Lavoro e della Pazienza, mentre nella parte superiore vi è la statua che ritrae il committente tra il Tempo e la Fama. Il tutto è dominato dalla Immortalità. Il monumento è realizzato in pietra gialla di Nanto, mentre le statue sono in marmo bianco.
Più vicino all'ingresso è l'Altare di san Nicola, opera di Giuliano d'Ognibene, del 1495, ornato dalle statue dei Santi Giacomo e Filippo, dal Cristo in pietà nel coronamento e dalla predella con le Storie della vita di san Nicola da Tolentino, opere di Domenico di Giovanni. Al centro ospita la statua lignea di San Bernardino, di Bartolomeo Bellano, realizzata nel 1450-1455 circa, nel momento di maggiore influsso di Donatello.